# 현대 테라타워
현대 테라타워(영어: Hyundai TERA TOWER)는 현대엔지니어링의 지식산업센터 브랜드이다.

## 네이밍
테라는 ‘The Endless Realization of All’의 첫 글자로 구성됐으며, ‘기업이 꿈꾸는 모든 미래를 위한 끝없는 실현’이라는 뜻을 담고 있다.

## 상세
2014년, 지식산업센터에 테라타워 브랜드가 도입됐으며, 2020년 이후 테라타워에서 현대 테라타워로 명칭을 변경했다. 문정역 테라타워에 처음 사용됐으며 이어서 송파 테라타워2, 금천구 가산 테라타워, 용인 기흥 테라타워 등에 적용됐다.
2021년 12월 20일, 새로운 BI 공개 및 비전을 공개했다. BI는 미래지향적 이미지와 확장성을 강화했다. 현대엔지니어링의 탄탄하고 신뢰감 높은 비즈니스를 의미하는 고유컬러 '테라블루'를 사용했으며, 직선의 강인함과 곡선의 부드러움이 조화롭게 이뤄진 로고체를 사용했다. 또한, 브랜드 비전은 새로운 가치와 열린 플랫폼으로 기술 혁신의 인큐베이터가 되겠다고 정립했다.

## 현황

### 입주단지
- 가산 테라타워
- 문정 테라타워1
- 송파 테라타워2
- 기흥 테라타워

### 공사단지
- 현대 테라타워 DMC (경기 고양)
- 현대 테라타워 구리갈매
- 현대 테라타워 가산 DK
- 현대 테라타워 감일
- 현대 테라타워 광명
- 현대 테라타워 CMC (경기 오산)
- 현대 테라타워 영통
- 현대 테라타워 은평
- 현대 테라타워 시흥시청역
- DIMC 테라타워 (경기 남양주)

## 같이 보기
- 현대자동차그룹
- 현대엔지니어링